# Oxyde de strontium
L'oxyde de strontium ou strontiane est l’oxyde simple du strontium de formule brute SrO. C'est un oxyde métallique fortement basique.  Il se forme par la décomposition du carbonate de strontium, SrCO3 à la chaleur. La stontiane peut être aussi formée en brûlant du strontium dans de l'oxygène. Dans l’air, la même réaction forme un mélange de l'oxyde et du nitrure de strontium, Sr3N2.

## Synthèse
L'oxyde de strontium peut être obtenu à partir du carbonate de strontium, qui se trouve dans la nature comme le minéral strontianite. À 1 268 °C sous pression atmosphérique normale, le carbonate de strontium se décompose en oxyde de strontium et dioxyde de carbone :
{\displaystyle \mathrm {SrCO_{3}\ _{\overrightarrow {1268\,^{\circ }\mathrm {C} }}\ SrO+CO_{2}\uparrow } }

## Propriétés
L'oxyde de strontium cristallise dans la structure du chlorure de sodium. À des pressions élevées de plus de 36 GPa, une transformation de phase dans la structure du chlorure de césium est observée. Celle-ci s'accompagne d'une réduction de volume de 13 %, la masse volumique du cristal augmente alors à plus de 7,1 g/cm3. 
L'oxyde de strontium réagit vivement avec l'eau pour donner de l'hydroxyde de strontium,
{\displaystyle \mathrm {SrO+H_{2}O\rightarrow Sr(OH)_{2}} }
Avec de la poudre d'aluminium et sous vide, l'oxyde de strontium peut être réduit en strontium (aluminothermie):
{\displaystyle \mathrm {3\,SrO+2\,Al\rightarrow Al_{2}O_{3}+3\,Sr} }

## Utilisation
Environ 8 % en masse des tubes cathodiques sont de l'oxyde de strontium ce qui a été l'utilisation principale de la strontiane depuis 1970. Les téléviseurs couleur et autres appareils contenant des tubes cathodiques couleur, en particulier ceux vendus aux États-Unis, sont obligés légalement d'utiliser l'oxyde de strontium dans la face avant pour bloquer les émissions de rayons X (ces téléviseurs à émission de rayons X ne sont plus en production). L'oxyde de plomb(II) peut être utilisé dans le col et l'entonnoir, mais provoque une décoloration lorsqu'il est utilisé dans la plaque avant.
Auparavant, l'oxyde de strontium a été utilisé dans la production de sucre (saccharose) à partir de betterave sucrière (méthode strontienne),.
L'oxyde de strontium forme également par réaction avec de l'alumine des aluminates de strontium qui ont encore d'autres applications.